# Fino al giorno nuovo
Fino al giorno nuovo è un singolo del gruppo musicale italiano Negramaro, pubblicato il 15 settembre 2023 come secondo estratto dal nono album in studio del gruppo Free Love.

## Descrizione
Il brano ha visto la partecipazione del rapper Fabri Fibra con la produzione di Davide Simonetta e Giuliano Sangiorgi.

## Accoglienza
Fabio Fiume di All Music Italia assegna al brano un punteggio di 7,5 su 10, riscontrando che il brano presenti «una verve elettronica» rispetto alle precedenti produzioni dei Negramaro, definendo invece Fabri Fibra con «un’attinenza quasi rock su questo sound», trovando la collaborazione «estremamente funzionale» con un suono nuovo senza apparire «irriconoscibili per il proprio pubblico». Manuela Puglisi  di TV Sorrisi e Canzoni riporta che il brano «mescola sapientemente l’inconfondibile timbro della band alle barre del rapper» definendo il suono «incalzante ed esplosivo».

## Video musicale
Il video musicale, diretto da Byron Rosero, è stato pubblicato il 19 settembre 2023 sul canale YouTube del gruppo.

## Tracce
Testo di Giuliano Sangiorgi e Fabrizio Tarducci, musiche di Giuliano Sangiorgi e Davide Simonetta.
1. Fino al giorno nuovo – 3:03